# Regional Rugby Championship
Regional Rugby Championship – liga rugby union, w której występują zespoły z Austrii, Węgier, Chorwacji, Bośni i Hercegowiny i Serbii. Dawniej brały w niej udział również drużyny ze Słowenii i z Grecji. Liga rozgrywana jest systemem kołowym we dwóch grupach po pięć drużyn, a następnie najlepsze drużyny z obu grup grają w rozgrywkach pucharowych o zwycięstwo w lidze.

## Drużyny
W pierwszym sezonie udział w rozgrywkach brało piętnaście drużyn (po trzy chorwackie, serbskie, węgierskie, po dwie bośniackie, słoweńskie oraz jedna austriacka i jedna grecka), które były podzielone pomiędzy trzy grupy. Obecnie lidze gra dziesięć zespołów w dwóch grupach. Z rozgrywek wycofała się drużyna grecka, węgierska, serbska i dwie drużyny słoweńskie.

### Drużyny w sezonie 2012/2013
| Grupa A               | Grupa B              |
| --------------------- | -------------------- |
| RK Nada Split         | HARK Mladost Zagreb  |
| Rugby klub Zagreb     | RK Pobednik Belgrade |
| Beogradski Ragbi Klub | RK Čelik Zenica      |
| Esztergomi Vitézek    | Battai Bulldogok RK  |
| RK Rudar Zenica       | RC Donau Wien        |

### Dawniej grające drużyny
- Ragbi Klub Partizan
- Rugby Klub Ljubljana
- RFC Bežigrad
- Kecskeméti Atlétika és Rugby Club
- Athens Rugby

## Rozgrywki
Pierwszy sezon tej ligi rozgrywany był w 2007 i 2008 roku.Do tej pory wszystkie rozgrywki wygrywała chorwacka drużyna RK Nada Split.
| 2007/08 | RK Nada Split |
| 2008/09 | RK Nada Split |
| 2009/10 | RK Nada Split |
| 2010/11 | RK Nada Split |
| 2011/12 | RK Nada Split |